# Lestremia clivicola
Lestremia clivicola är en tvåvingeart som beskrevs av Hardy 1960. Lestremia clivicola ingår i släktet Lestremia och familjen gallmyggor. Inga underarter finns listade i Catalogue of Life.